# St. Willehad (Wangerooge)

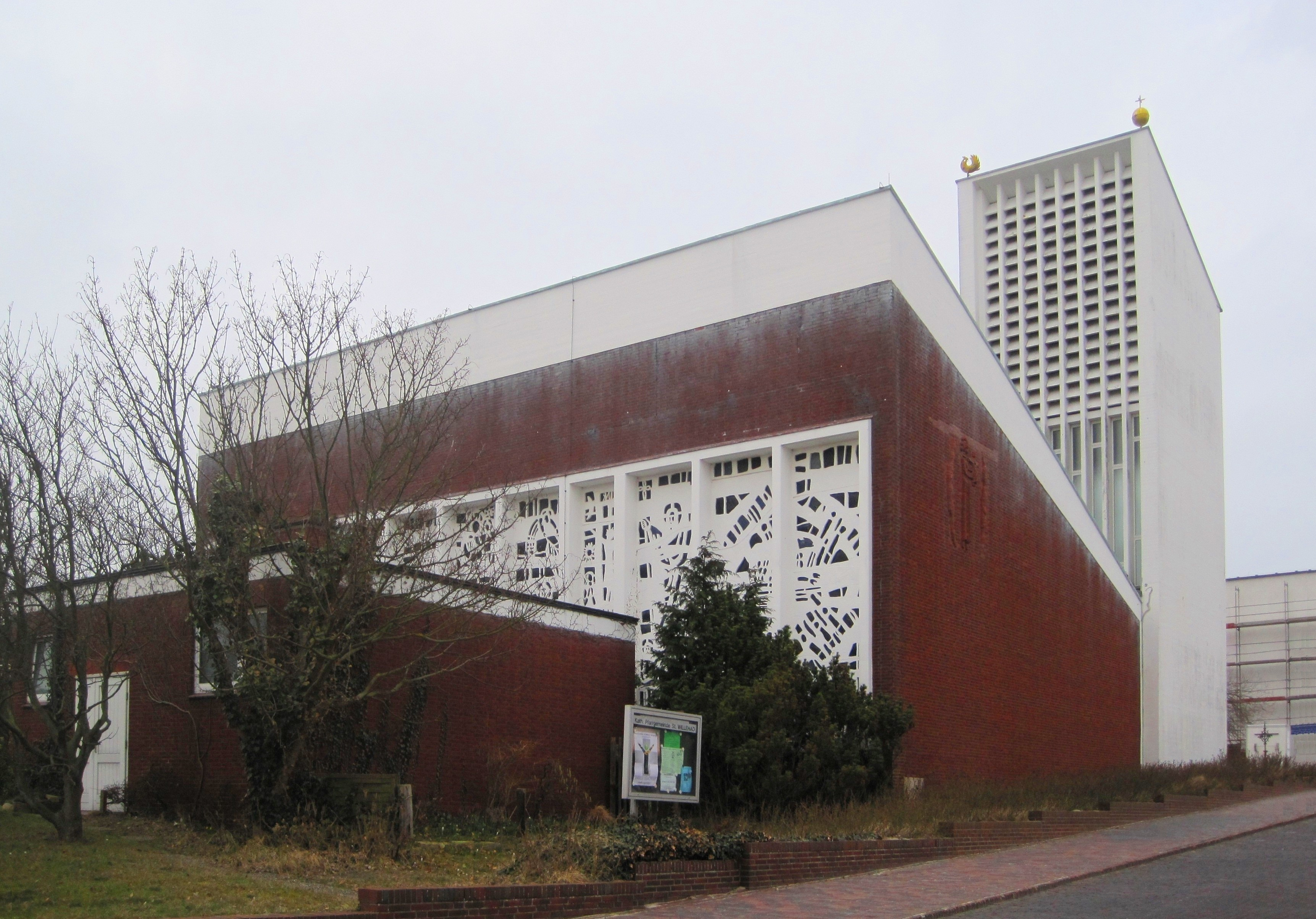
St. Willehad

St. Willehad ist die römisch-katholische Kirche auf der Nordseeinsel Wangerooge. Sie gehört zum Dekanat Wilhelmshaven im Bistum Münster.
Bereits seit 1901 hatte es auf Wangerooge, dessen Bewohner seit der Reformation evangelisch waren, für die Urlauber eine katholische Kirche gegeben. Sie war im Stil des Historismus gebaut und trug bereits das Patrozinium des heiligen Willehad, des Missionsbischofs an der Unterweser. Durch Bombentreffer am 25. April 1945 wurde diese Kirche vollständig zerstört.
Die heutige Willehadkirche entstand 1962–1964 nach Plänen der Osnabrücker Architekten Theo Burlage und Bernhard Niebuer. Sie ist eine Saalkirche aus hellem Beton mit rotem Backstein auf nahezu quadratischem Grundriss. Zum von Süden nach Norden ansteigenden Gelände bildet das in gleicher Richtung abfallende Pultdach einen starken Kontrapunkt. An der Nordostecke ist der rechteckige Turm mit dem dreistimmigen Geläut angefügt, dessen Dachschräge der des Kirchenschiffs entspricht.
Der weiß verputzte Innenraum wird durch die hohe Buntglasfensterfläche der Südseite mit biblischen Szenen in farbiges Licht getaucht. Die Fenster der niedrigeren Nordseite zeigen sieben Stationen des Kreuzwegs. Den Taufsteindeckel und ein Hängekreuz schuf der Metallbildhauer Jakob Riffeler. Im Osten befindet sich die Altarinsel. 1997 erhielt die Kirche eine elektronische Orgel mit 36 Registern.
Von 1994 bis 2015 war Kurt Weigel Pfarrer von St. Willehad. Seit 2015 führt Egbert Schlotmann die Pfarrei.